# قرار مجلس الأمن التابع للأمم المتحدة رقم 1093
قرار مجلس الأمن التابع للأمم المتحدة 1093 ، الذي اعتمد بالإجماع في 14 يناير 1997 ، بعد أن أشار إلى قرارات سابقة بشأن كرواتيا، بما فيها القرارات 779 (1992) و 981 (1995) و 1025 (1995) و 1038 (1996) و 1066 (1996) ، أذن المجلس لبعثة مراقبي الأمم المتحدة في بريفلاكا بمواصلة رصد عملية نزع السلاح في منطقة شبه جزيرة بريفلاكا في كرواتيا حتى 15 يوليو 1997.
وأحاط المجلس علما بالاتفاق المبرم بين رئيسي كرواتيا وجمهورية يوغوسلافيا الاتحادية (صربيا والجبل الأسود) بشأن نزع السلاح في شبه جزيرة بريفلاكا والمساهمة التي قدمها للحد من التوتر في المنطقة. وكان هناك قلق من حدوث انتهاكات في المنطقة المحددة للأمم المتحدة، بما في ذلك القيود المفروضة على حرية التنقل التي تزيد من حدة التوتر. وفي 23 أغسطس 1996 ، وقع الطرفان اتفاقا بشأن تطبيع العلاقات الدبلوماسية بينهما، وألزمت نفسها بتسوية النزاع بالوسائل السلمية.
وجرى حث الطرفين على التنفيذ الكامل لاتفاق بشأن تطبيع علاقاتهما، والامتناع عن العنف، وضمان حرية التنقل لمراقبي الأمم المتحدة، وإزالة الألغام الأرضية. طلب إلى الأمين العام للأمم المتحدة كوفي عنان أن يقدم تقريرا إلى المجلس عن الحالة بحلول 5 يوليو 1997 بشأن التقدم المحرز نحو التوصل إلى حل سلمي للنزاع بين البلدين. وأخيرا، طلب إلى قوة تحقيق الاستقرار، المأذون بها في القرار 1088 (1996) ، أن تتعاون مع بعثة مراقبي الأمم المتحدة في بريفلاكا.

## وصلات خارجية
- Text of the Resolution at undocs.org